# Натюрморт с дичью, овощами и фруктами
«Натюрморт с дичью, овощами и фруктами» (исп. Bodegón de caza, hortalizas y frutas) — картина испанского художника Хуана Санчеса Котана, написанная в 1602 году. Картина находится в музее Прадо в Мадриде.

## Описание
Натюрморты Санчеса Котана характеризуются строго геометрической композицией, в аскетически суровом изобразительном строе, в данном случае являющейся, по-видимому, кладовой для хранения фруктов. Подчеркнутая непритязательность представленных продуктов: овощей, фруктов и связки дичи, оттеняется ярким боковым светом; предметы словно выталкиваются окутанным магической тьмой фоном — черным провалом окна, создавая резкие контрасты света и тени, что свидетельствует о претворении традиций караваджизма. Художник сочетает свою изумительную способность запечатлеть реальность, которая проявляется в конкретной вещественности каждого изображаемого предмета, с точной абстрактной композицией, в которой все продумано до мелочей. Главенствующим элементом является испанский артишок, отличительная особенность всех работ Котана, изгибы которого противопоставлены жестким прямым углам окна кладовой.
Эта ранняя композиция с небольшим набором представленных на ней предметов является наиболее полной работой художника, поскольку в последующих картинах автора появляется все меньше и меньше предметов.

## Провенанс
Эта работа была написана для Хуана де Салазара, который работал художником-миниатюристом в монастыре Эскориал, а также был исполнителем завещания Санчеса Котана. Затем полотно принадлежало инфанту Себастьяну де Бурбону (1811—1875), у которого оно было конфисковано в 1835 году. Затем картина очутилась в музее Ла Тринидад, но через несколько лет была возвращена наследникам инфанта и оставалась с ними до 1991 года, после чего была приобретена уже музеем Прадо на средства из наследия Вильяэскуса и прибыль, полученной от выставки Веласкеса (1991).